# Perundurai
Perundurai es una ciudad y nagar Panchayat situada en el distrito de Erode en el estado de Tamil Nadu (India). Su población es de 24930 habitantes (2011). Se encuentra a 19 km de Erode y a 34 km de Tirupur.

## Demografía
Según el censo de 2011 la población de Perundurai era de 24930 habitantes, de los cuales 12214 eran hombres y 12716 eran mujeres. Perundurai tiene una tasa media de alfabetización del 85,93%, inferior a la media estatal del 80,09%: la alfabetización masculina es del 91,09%, y la alfabetización femenina del 81,02%.